# La vittoria di Annabel
La vittoria di Annabel (titolo originale: Le jeune fille emmurée) è un romanzo di Delly del 1936.
I romanzi di Delly furono estremamente popolari fra gli anni dieci e gli anni cinquanta del 1900; alcuni di essi si collocano fra i più grandi successi editoriali dell'epoca.

## Trama
L’anziana e disillusa scrittrice Sylvie Norand, sconvolta dalla morte dell’unica adorata figlia Lucienne, da lei troppo amata e viziata, alleva la giovanissima nipote Annabel nel modo opposto con il quale ha tirato su Lucienne: per la nipotina, niente modi affettuosi, niente svaghi, neppure sentimenti o pratiche religiose… solo un’educazione severa, molto materiale ed improntata sul lavoro fino allo sfinimento.
Sylvie confessa all’amico d’infanzia Marnel, assente da lunghi anni ed ignaro di tutto, che ha scelto già un marito per Annabel, un gentiluomo di campagna che le garantirà una vita sobria, operosa e quieta. All’amico sconvolto da queste dichiarazioni, risponde che ha scelto accuratamente questa vita per la nipote, per non subire ancora i rimproveri che, anni prima, le ha rivolto la figlia morente, per averle permesso una vita troppo mondana.
Sylvie e la nipote partono quindi per la campagna, lasciando Parigi per i mesi estivi.
Annabel, una bellissima ragazza triste, chiusa ed anemica, segue passivamente la nonna. Nella tenuta, riesce almeno a fare qualche passeggiata nei dintorni ed ascolta mestamente le risa e le chiacchiere dei membri di una famiglia loro vicina. Un pomeriggio, salva fortunatamente da una tragica caduta il figlio minore del vicino, il buon dottor Brennier, ferendosi però non gravemente. Il dottore, impietosito dall’espressione apatica della fanciulla, con il consenso della nonna, prende in carico la sua salute sia fisica che morale, affiancato dalle sue tre figliole maggiori, Antoniette, Danielle e Regine, e dal nipote Robert Arlys.
Per Annabel si schiude un mondo sconosciuto di allegria, gite all’aria aperta, buone letture e conversazioni; soprattutto l’affetto dimostratole dalle nuove amiche e il cordiale interesse di Robert le riscaldano finalmente il cuore e le permettono di confessare la sofferenza dei lunghi anni della sua infanzia e giovinezza, trascorsi nella solitudine morale e nell’indifferenza.
Incoraggiata dalla buona famiglia, inizia a studiare la religione cattolica ed a pensare di emanciparsi dalla severa nonna.
Purtroppo, Sylvie sceglie questo momento per comunicare freddamente alla nipote che le ha trovato marito e che si deve sposare il mese futuro con un giovane vicino che Annabel detesta. La ragazza finalmente si ribella e scappa di casa sotto un temporale; ritrovata dai buoni Brennier in fin di vita, viene strappata alla morte dalle loro cure e dall’assistenza della nonna, che sembra pentita della sua condotta passata.
Annabel ritrova la salute anche grazie alla promessa di fidanzamento con Rober Arlys, ma la nonna sembra riluttante a separarsi dalla nipote, che ora tratta affettuosamente. La fanciulla, che non ha ancora perdonata la nonna, si ribella nuovamente ed ottiene di potersi sposare a breve.
Purtroppo il viaggio di nozze sarà breve: gli sposi vengono richiamati al capezzale di Sylvie, che chiede perdono alla nipote, spiegandole che aveva avuto troppa paura di soffrire amandola come una figlia. Annabel, ormai buona cristiana, le concede il suo pieno perdono e le dice che vorrebbe che vivesse per poterla amare. Poco dopo, la nonna esala l’ultimo respiro ed Annabel la piange sinceramente.